# Sieverstorstraße 56

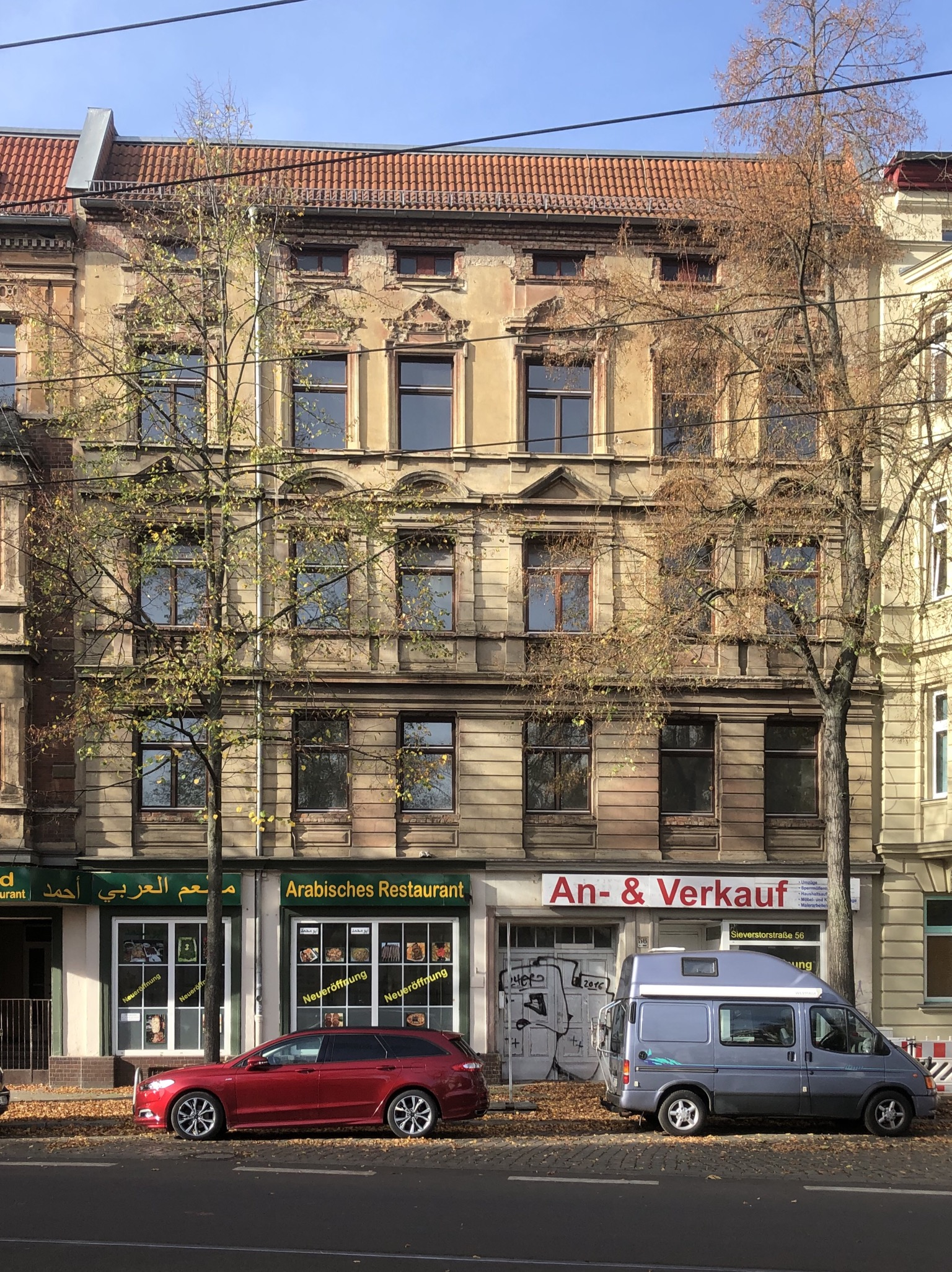
Haus Sieverstorstraße 56 im Jahr 2019

Das Haus Sieverstorstraße 56 ist ein denkmalgeschütztes Wohnhaus in Magdeburg in Sachsen-Anhalt.

## Lage
Es befindet sich auf der Westseite der Sieverstorstraße im Magdeburger Stadtteil Alte Neustadt. Südlich grenzt das gleichfalls denkmalgeschützte Haus Sieverstorstraße 57 an.

## Architektur und Geschichte
Das viereinhalbgeschossige Gebäude entstand im Jahr 1893 durch den Maurermeister August Meurice. Bauherr war der Tischlermeister Albert Fehle. Die sechsachsig ausgebildete verputzte Fassade ist repräsentativ im Stil der Neorenaissance gestaltet. Die äußerste linke Achse tritt dabei als flacher Risalit hervor. Am ersten und zweiten Obergeschoss befindet sich eine Gliederung aus Putzbändern.
Im örtlichen Denkmalverzeichnis ist das Wohnhaus unter der Erfassungsnummer 094 81863 als Baudenkmal verzeichnet.
Das Haus gilt als Bestandteil eines erhaltenen gründerzeitlichen Straßenzuges als prägend für das Straßenbild.